# Кировская площадь
Ки́ровская площадь — создана в 1930-х годах в Кировском районе Санкт-Петербурга. Находится на пересечении проспекта Стачек, Балтийской улицы, улицы Швецова и Урхова переулка.

## Наименование
Название Кировская площадь дано 25 мая 1935 года в честь С. М. Кирова, первого секретаря Ленинградского обкома КПСС.

## История

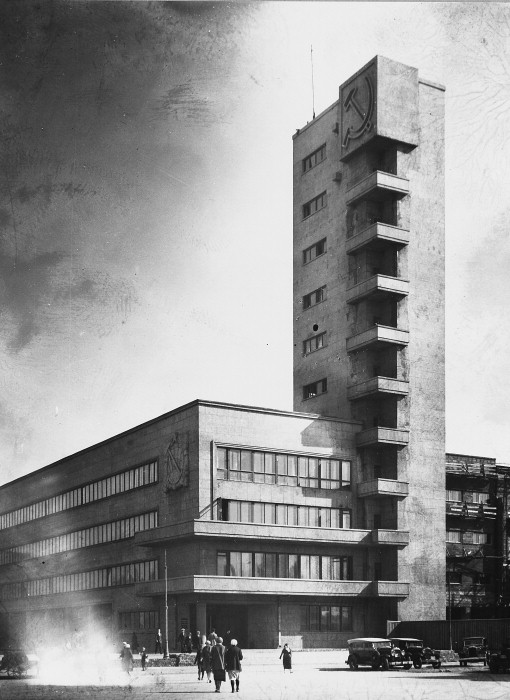
Кировский райсовет

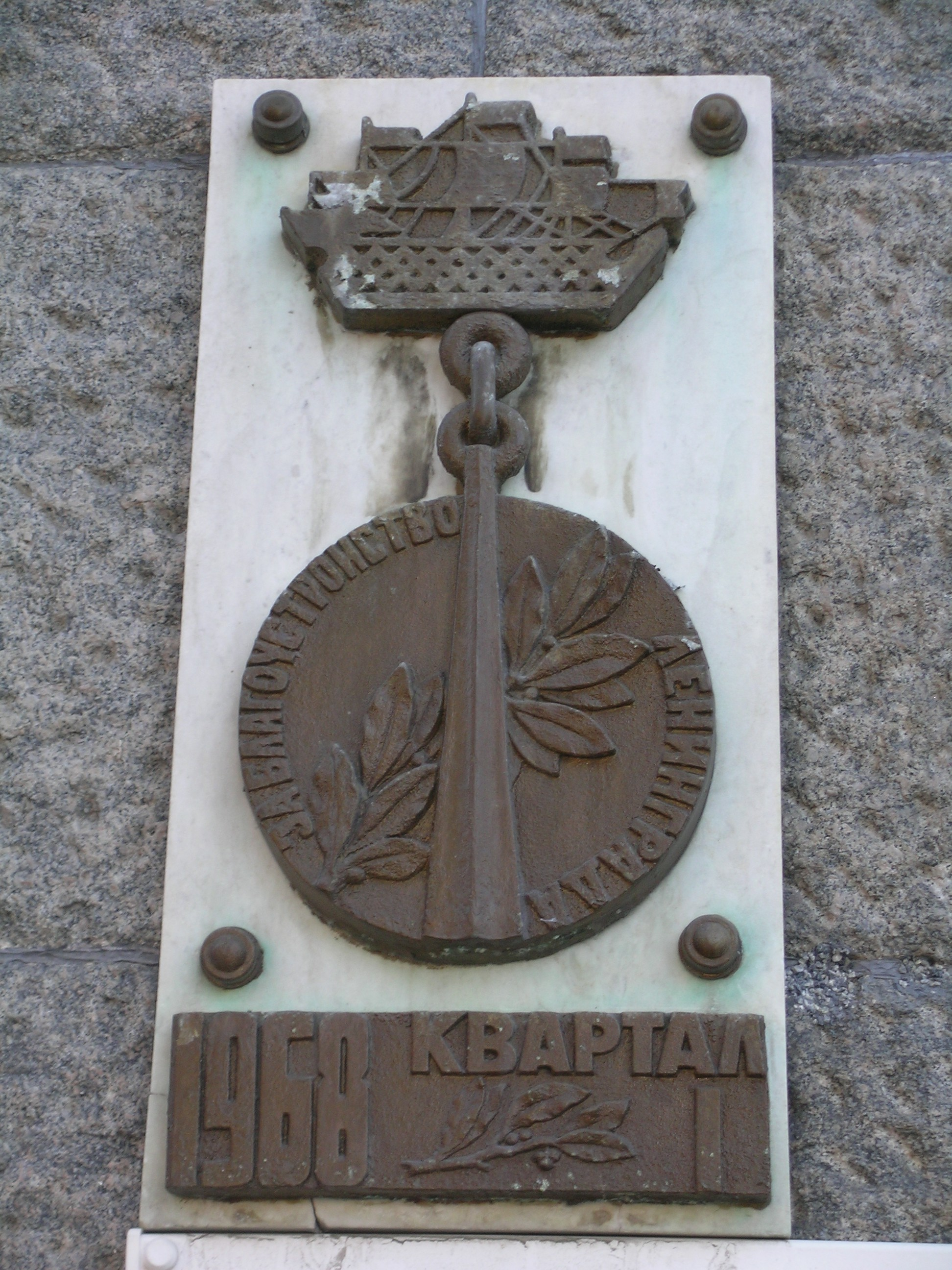
«За благоустройство Ленинграда» — знак на здании администрации Кировского района и табличка с годом

- Впервые площадь появилась на планах города в 1919 г., когда архитекторы Л. А. Ильин и И. А. Фомин разрабатывали перепланировку этого района Ленинграда.
- До 1930-х гг. это был пустырь.
- Создана в 1930-х гг. как административный центр Московско-Нарвского района (с 1934 г. Кировского) по плану архитектора Л. А. Ильина (1924).

Площади Стачек и Кировскую связывает общая продольная ось, подчеркнутая Нарвскими триумфальными воротами.
- 25 мая 1935 года названа в честь С. М. Кирова[2].

- С 1930—1935 гг. композиционным центром Кировской площади является здание Кировского райсовета (пр. Стачек, д. 18, образец стиля конструктивизма, архитектор Троцкий Ной Абрамович).

Башня этого здания является доминантой (50 м), полукруглый зал заседаний в 1958 г. был приспособлен под кинотеатр «Прогресс» (архитекторы В. В. Хазанов и Л. А. Панкратова).
- В 1938 на площади был открыт памятник Кирову (скульптор Н. В. Томский; архитектор Н. А. Троцкий).
- В конце августа 1941 года на Кировской площади была организована выставка трофейной немецкой техники, в том числе танков.
- В 1949—1950 гг. построен жилой дом для рабочих Кировского завда (пр. Стачек, д. 16, архитекторы Ю. Я. Мачерет, В. А. Каменский).

Именем первого секретаря ленинградского обкома ВКП(б) Сергея Мироновича Кирова (1886—1934) после его убийства 1 декабря 1934 г. стали называть организации, предприятия, города и улицы. У Кировской площади это название — первое.

## Достопримечательности

### Памятник С. М. Кирову
Памятник С. М. Кирову открыт 1 декабря 1938 года по проекту скульптора Н. В. Томского и архитектора Н. А. Троцкого. Высота памятника 15,5 м, фигуры бронзового Кирова 7,7 м. Фигура Кирова повёрнута лицом в направлении Кировского завода.Киров изображён идущим твёрдой уверенной походкой, на нём фуражка, гимнастёрка и пальто, в левой руке у него газета, а правой он делает широкий жест, словно указывая на преобразованный район.

### Здание Кировского райсовета(проспект Стачек, дом 18,улица Шевцова, дом 1,Урхов переулок, дом 1)
Дом Советов Нарвского района или Здание Кировского райсовета в стиле конструктивизма построено в 1930—1935 годах по проекту архитектора Н. А. Троцкого. На башне (50 м) помещалось изображение серпа и молота. Асимметричная композиция и форсированный силуэт построены на сочетании горизонталей и вертикалей, прямоугольных, цилиндрических и дугообразных объёмов. Сейчас в здании располагается районная администрация и ещё несколько десятков организаций: Администрация Кировского района, Кировское РУВД, Комитет по труду и социальной защите населения Правительство Санкт-Петербурга отдел социальной защиты населения (СОБЕС) отдел Кировского района, Комитет по управлению городским имуществом Правительство Санкт-Петербурга, районные отделы комитета по управлению городским имуществом (КУГИ) Кировский и другие.

### Жилой дом Кировского завода (проспект Стачек, дом 15,Оборонная улица, дом 1)
Жилой дом Кировского завода в стиле конструктивизма построен в 1936 году по проекту архитектора Л. К. Абрамова.

### Дом специалистов (проспект Стачек, дом 9)
Жилой дом специалистов в стиле сталинского неоклассицизма построен в 1935 году по проекту архитекторов Б. Р. Рубаненко, О. И. Гурьева.

### Школа им. 10-летия Октября (проспект Стачек, дом 5,улица Гладкова, дом 2)
Школа им. 10-летия Октября или Лицей № 384. Здание в стиле конструктивизма построено в 1925—1927 годах по проекту архитекторов А. С. Никольского, А. В. Крестина. Здание имеет асимметричную планировку, выражающую революционную символику — форму серпа и молота. Башня здания завершена вращающимся куполом обсерватории и является доминантой здания. В школе училась Зина Портнова.

### Жилой рабочий квартал Путиловского завода (проспект Стачек, дом 12)
Жилой рабочий квартал Путиловского завода в стиле конструктивизма построен в 1925—1927 годах по проекту архитекторов А. И. Гегелло, А. С. Никольского, Г. А. Симонова.

### Жилой дом для рабочих Кировского завода (проспект Стачек, дом 16,Балтийская улица, дом 1, улица Шевцова, дом 2)
Жилой дом в стиле сталинской неоклассики построен в 1951 году по проекту архитекторов В. А. Каменского, Ю.Я Мачерета. Массивный жилой дом, фасады которого разделены на два яруса и декорированы пилястрами и пилонами.

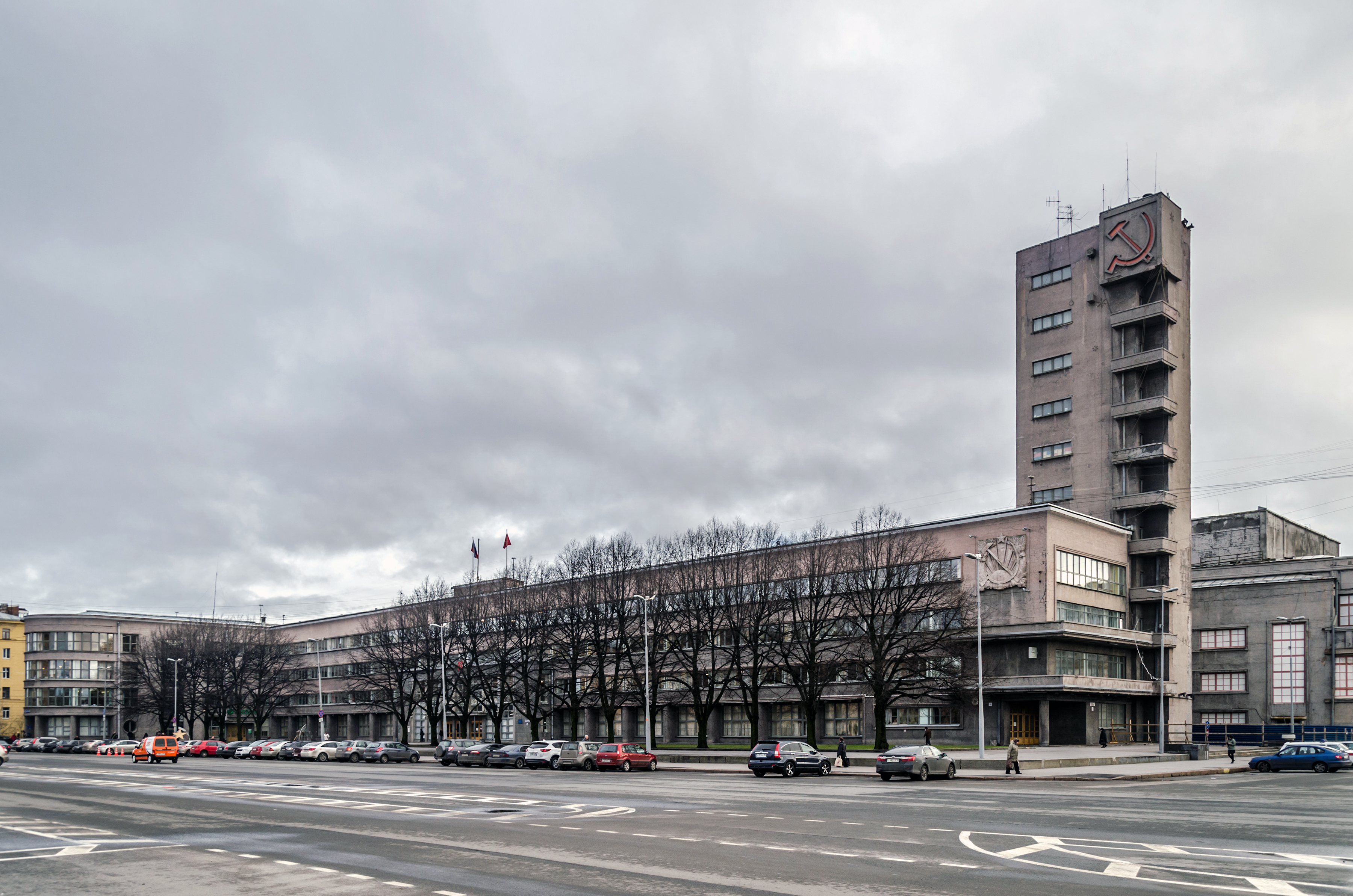
Здание Кировского райсовета
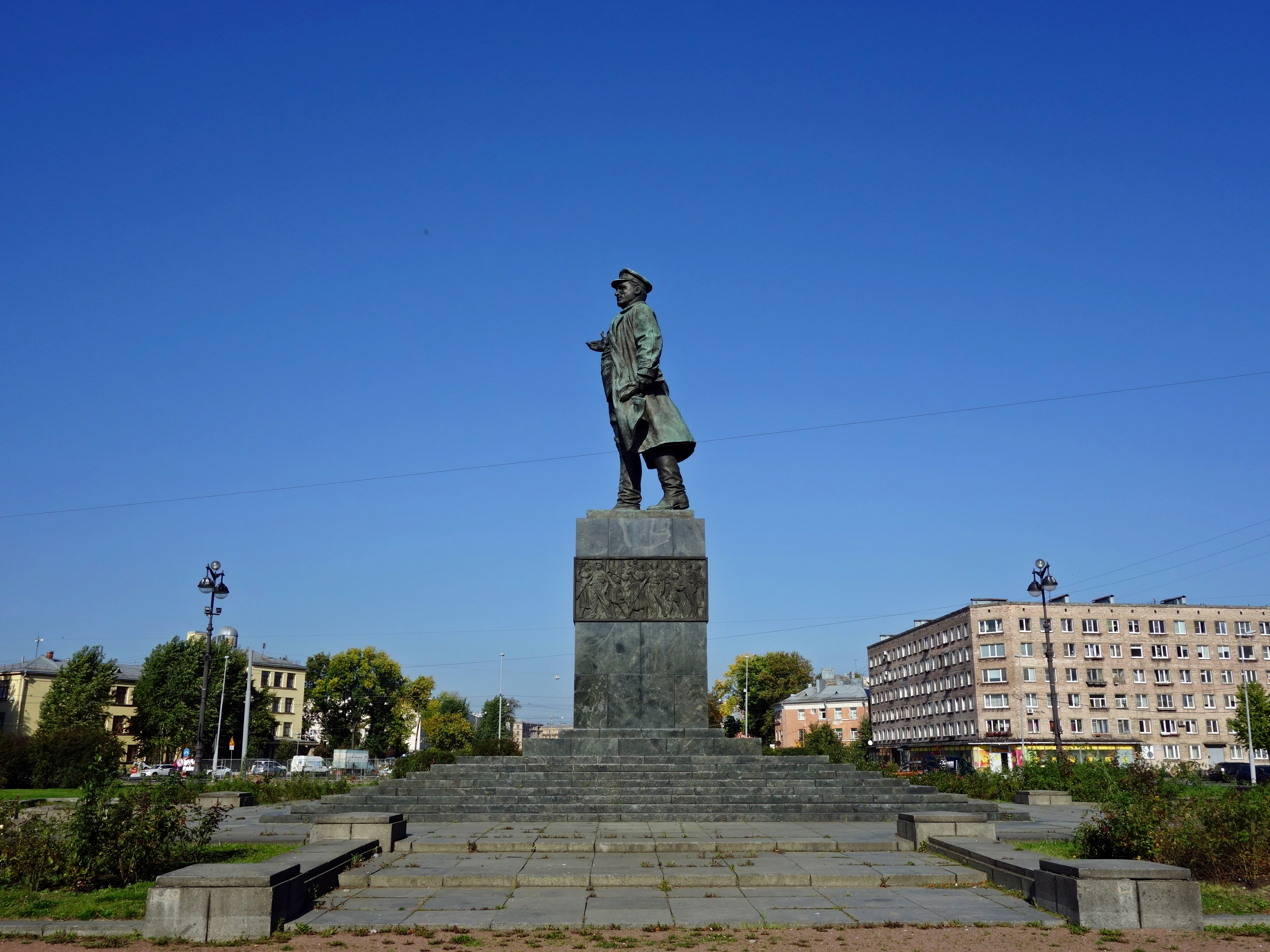
Памятник С.М. Кирову
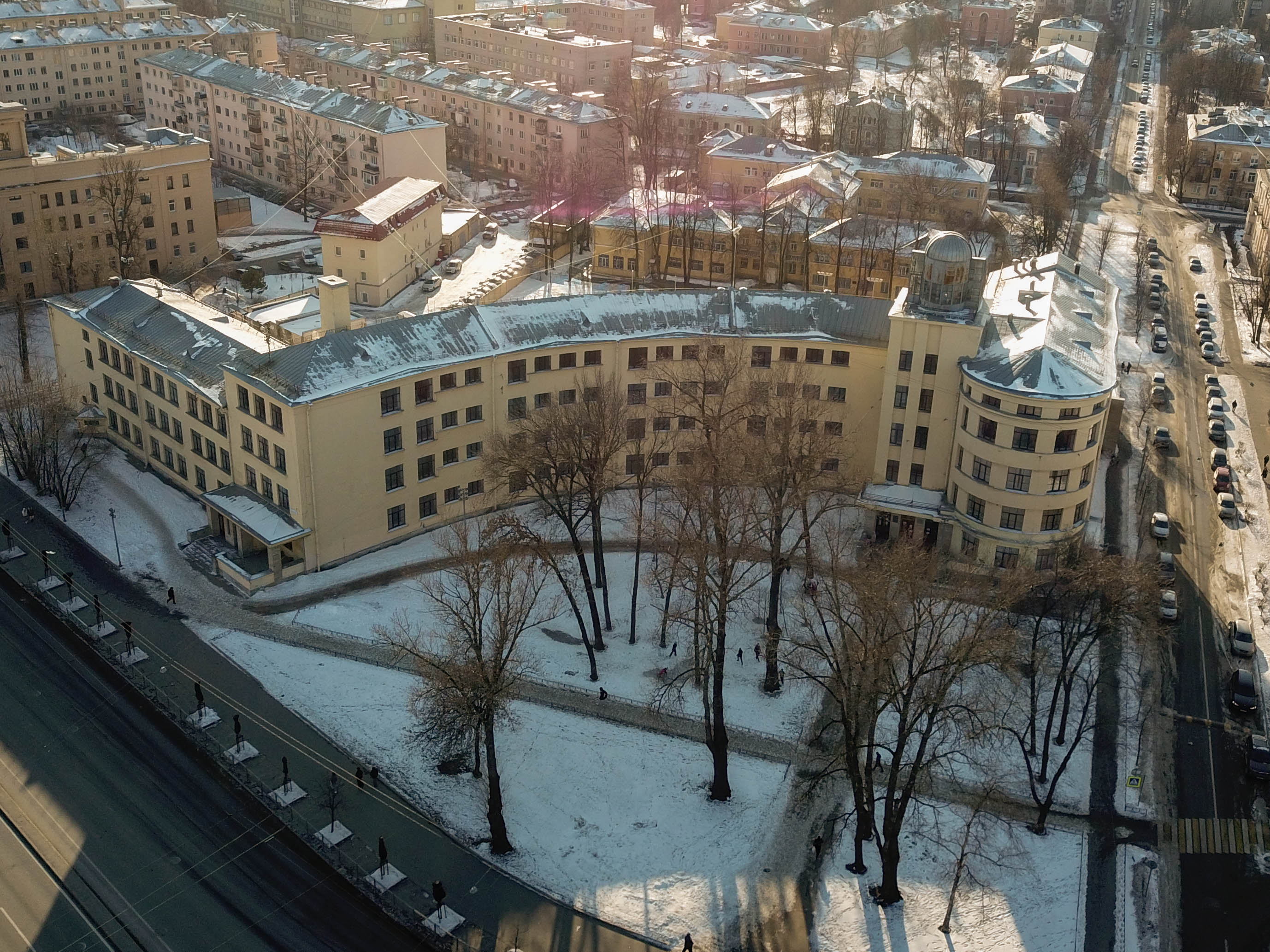
Школа им. 10-летия Октября
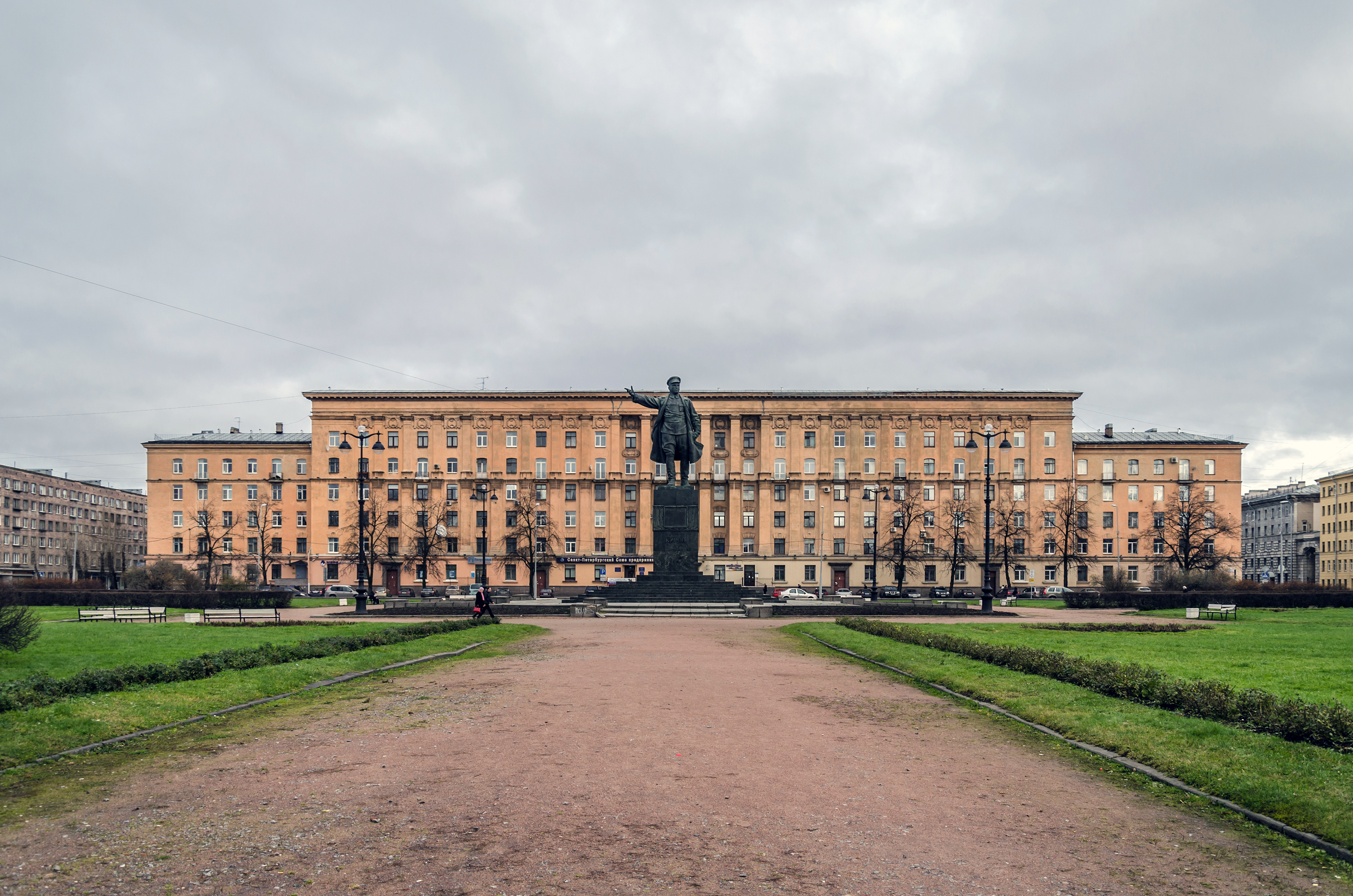
Жилой дом для рабочих Кировского завода

## Транспорт
Ближайшие станции метро к площади:  «Нарвская» (пешком до площади 1 км),  «Кировский завод» (2 км).
Рядом с площадью есть остановки общественного транспорта:
- «Тракторная улица» (на проспекте Стачек): автобус 2, 66, 73, 205, троллейбус 20.
- «Улица Швецова, 11»: автобус 205.